# Związek Polaków w Wolnym Mieście Gdańsku
Związek Polaków w Wolnem Mieście Gdańsku (ZP) – organizacja społeczno-polityczna, istniejąca w Wolnym Mieście Gdańsku w latach 1933-1937.

## Historia
Organizacja  powstała 13 czerwca 1933, była konkurencyjna wobec Gminy Polskiej w WMG (GP). Zrzeszała na równych prawach mieszkających w WMG Polaków z obywatelstwem gdańskim i polskim, inaczej niż w Gminie Polskiej, gdzie tylko ci pierwsi byli pełnoprawnymi członkami. Ponadto ZP nastawiony był prorządowo, w odróżnieniu od GP, związanej raczej z opozycją endecką.
Związek założyli i kierowali nim Henryk Marian Królikowski, Zygmunt Moczyński i Ignacy Ziętkiewicz. Organem prasowym była "Straż Gdańska" (1933-1939), hymnem pieśń "My, Pierwsza Brygada". Szefem referatu świetlicowego w Wydziale Propagandy był Michał Urbanek.
Przy Związku afiliowane było Polskie Zrzeszenie Pracy, konkurencyjne do związanego z Gminą Polską Zjednoczenia Zawodowego Polskiego.
Obie zwaśnione organizacje zostały połączone dopiero w 1937 dzięki zdecydowanej postawie Komisarza Generalnego RP Mariana Chodackiego. Uroczystą deklarację konsolidacyjną podpisano 2 maja 1937, a następnie 3 maja ogłoszono podczas uroczystej akademii. Formalne połączenie nastąpiło 23 maja 1937. Powstała wówczas nowa organizacja o nazwie Gmina Polska Związek Polaków.